# Крістьяун Ельдьяурн
Доктор Крістьяун Ельдьяурн (ісл. Kristján Eldjárn; *6 грудня 1916 — 14 вересня 1982) — ісландський археолог і політик, третій президент Ісландії (1968—1980).
За освітою Ельдьяурн був археологом, багато років (1947—1968) обіймав посаду директора ісландського Національного музею. Коли подав кандидатуру на посаду президента Ісландії, то довгий час залишався в тіні головного фаворита Ґуннара Тороддсена, якому прогнозували 70% голосів. Втім у день виборів Ельдьяурн здобув 65,6% голосів, при чому явка виборців склала 92,2%. В 1972 та 1976 рр. продовжив термін президентства без виборів, оскільки не було інших кандидатів на цю посаду.